# イアンタサウルス
イアンタサウルス (Ianthasaurus) は、古生代石炭紀後期に生息した盤竜類。単弓綱・盤竜目（ペリコサウルス目）・真盤竜亜目・エダフォサウルス科。エダフォサウルスに似ているが、より小型で細身である。

## 概要

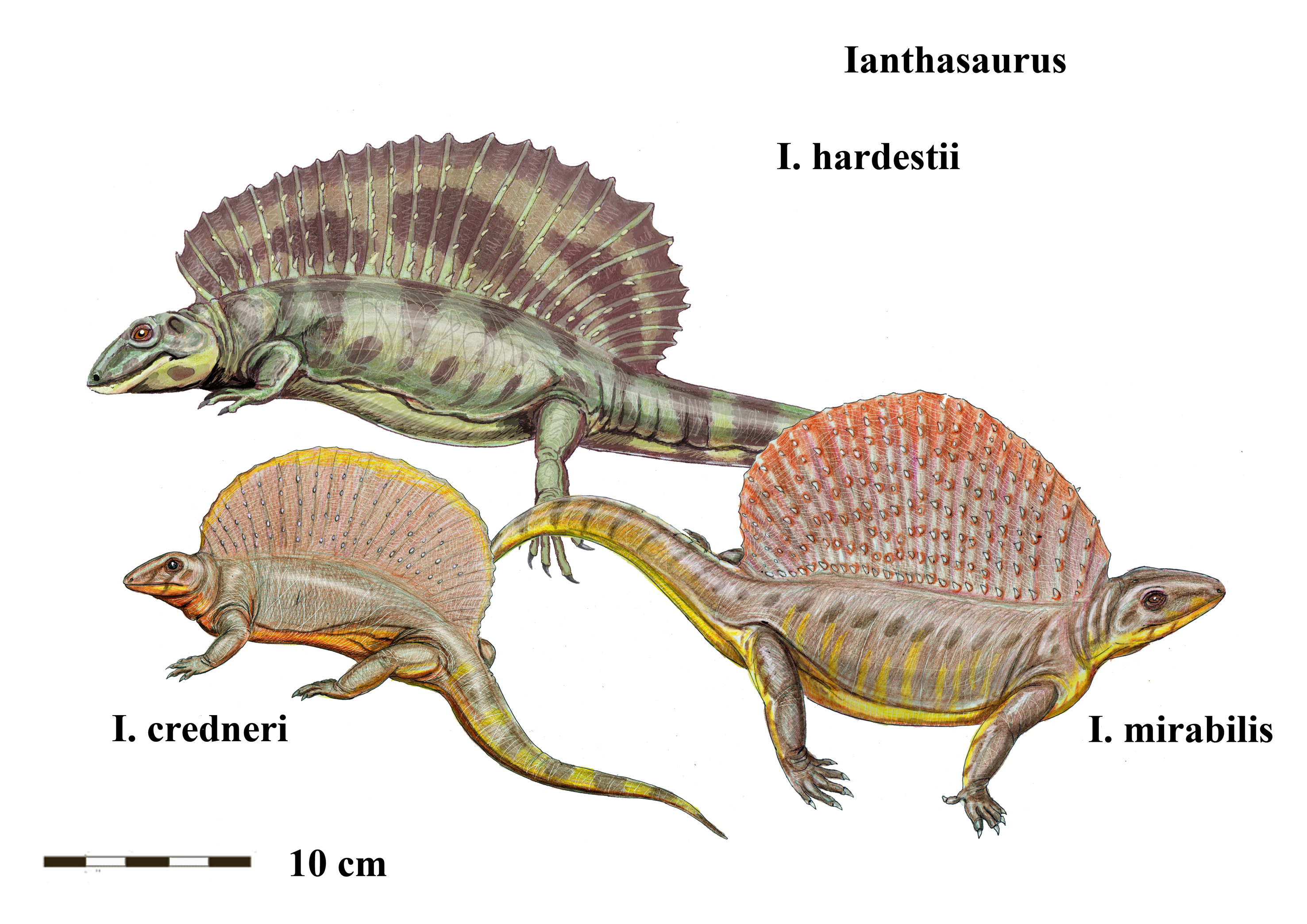
Three species

イアンタサウルスは、全長70cmほどのトカゲ様の生物であった。先述の様にエダフォサウルスに似た姿をしており、エダフォサウルス科の特徴である横突起を有する帆も既に持っている。しかし、エダフォサウルスは大型で太くでっぷりとした胴体および小さな頭蓋を持っているのに対し、この生物は細身で、ハプトドゥス（スフェナコドン科）に似た頭部も比較的大きい。また、草食に適化したエダフォサウルスに対し、イアンタサウルスは肉食あるいは昆虫食の食性を示す、犬歯を始めとする鋭い歯を持つ。しかし、口蓋部の歯は持たない。そのためこの生物は、エダフォサウルスの祖先、あるいは祖先に近縁の生物であろうと思われる。
ちなみに口蓋部の歯は、一般に両生類的な特徴とされる。しかし、イアンタサウルスには存在しないことから、エダフォサウルスの持つ歯は、二次的に獲得したものと思われる。

### 帆
イアンタサウルスは、エダフォサウルスのものと同様の帆を持っている。しかし、細身であり、相対的に帆も小さい。そのため、体温調節のための適応という仮説に疑問の声も上がっている。

## 分布
現在の北アメリカ、カンサス州などに生息していた。